# Swamp rock
Swamp rock är en musikstil som kommer från södra USA. Den kännetecknas av funkiga och mörka gitarrer. Man har även ofta på tremoloeffekten. Dale Hawkins som hade en hit med Suzie Q var en av de första artisterna inom genren. Låten Suzie Q blev även John Fogertys grupp Creedence Clearwater Revival första hit 1968. De två mest kända swamprockarna är förmodligen Tony Joe White och John Fogerty. År 1968 började swamprocken synas på listorna. Tony Joe White skrev låten "Polk Salad Annie" vilket kom att bli swamprockens "nationalsång". Man kan säga att swamprocken är en blandning mellan country, blues funk och konventionell rock.

## Kända Swamp rock-låtar
- Mathilda med,Johnnie Allan
- Mathilda med,Cookie & The Cupcakes
- Sea of Love med Phil Phillips
- Raining in My Heart med Slim Harpo
- Proud Mary med Creedence Clearwater Revival
- Bad Moon Rising med Creedence Clearwater Revival
- Lookin' out My Back Door med Creedence Clearwater Revival
- Suzie Q med Dale Hawkins
- Polk Salad Annie med Tony Joe White